# Gustav Lindau
Gustav Lindau (Dessau, 2 maggio 1866 – Berlino, 10 ottobre 1923) è stato un micologo e botanico tedesco.

## Biografia
Gustav Lindau studiò storia naturale a Heidelberg e a Berlino, con Simon Schwendener (1829-1919). La sua tesi di dottorato si basava sui licheni, ascocarpo. Nel 1890 divenne direttore presso l'orto botanico di Münster e un assistente di Julius Oscar Brefeld (1839-1925).
Nel 1892 divenne assistente presso l'orto botanico di Berlino. Conseguì la sua "abilitazione" nel 1894, e divenne professore nel 1902.
Il genere Lindauea (Acanthaceae) è stato chiamato in suo onore da Rendle, e il genere Lindauella invece, è stato chiamato da Heinrich Rehm nel 1900.

## Opere principali
- Gustav Lindau e Paul Sydow: Thesaurus literaturae mycologicae et lichenologicae. (1908–1917, 5 volumi)
- Gustav Lindau: Kryptogamenflora für Anfanger. (1911–1914, 6 volumi)

## Letteratura
- Heinrich Dörfelt (ed.):Encyclopedia of mycology. Gustav Fischer Verlag, Stuttgart, New York, 1989. ISBN 3-437-20413-0
- Zander, R. in Dictionary of Plant Names ed. 13, Ulmer Verlag, Stuttgart, 1984. ISBN 3-8001-5042-5))